# Gaita asturiana
La gaita asturiana es un tipo de gaita tradicional en Asturias, Cantabria y partes  de León, en el norte de España. Se trata de un instrumento de viento, de la familia de lengüeta doble. En Cantabria recibe el nombre de gaita asturcántabra o simplemente cántabra, neologismos que hacen referencia al mismo instrumento.

## Partes de la gaita asturiana

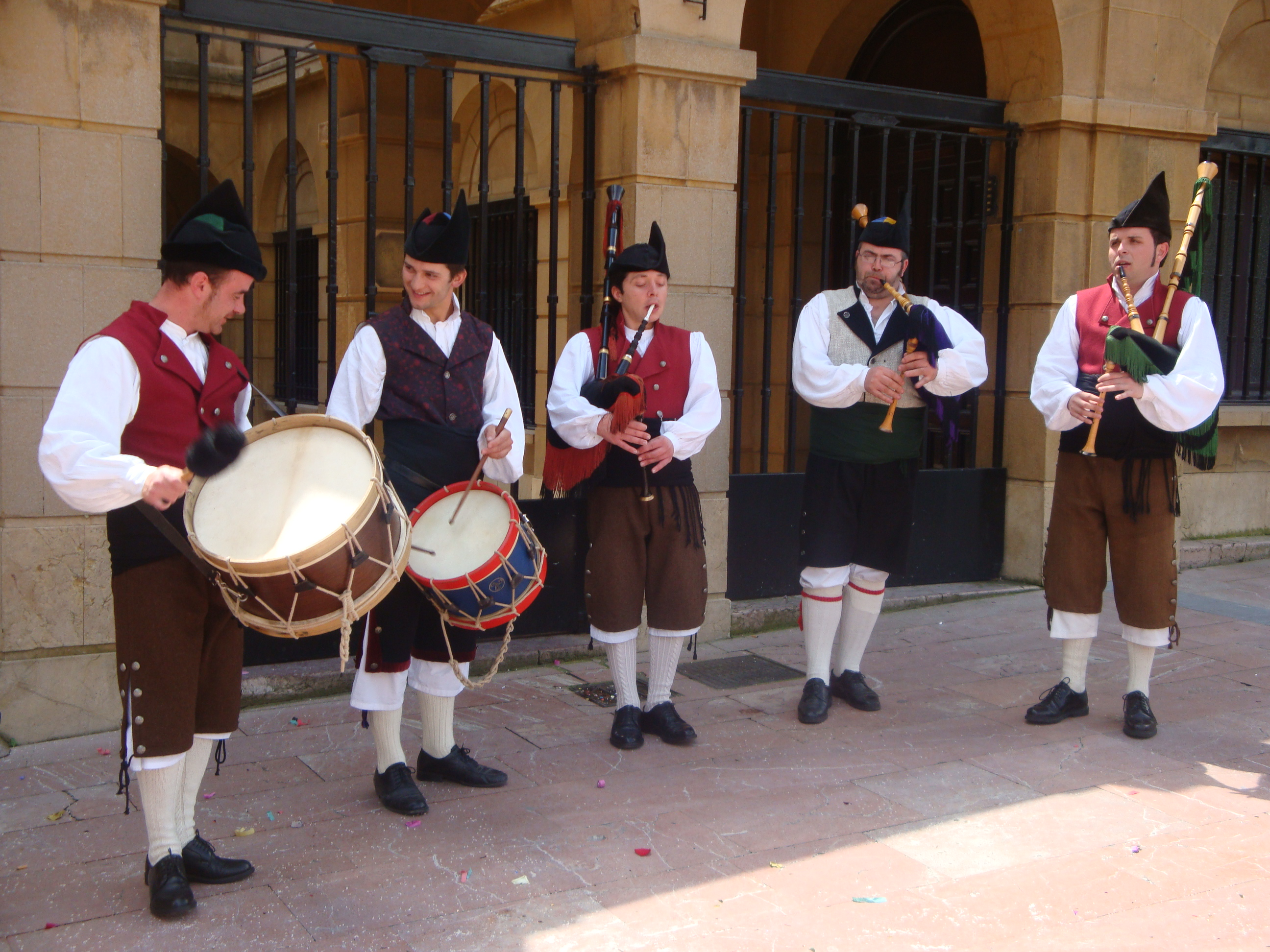
Gaiteros en Oviedo amenizando una boda.

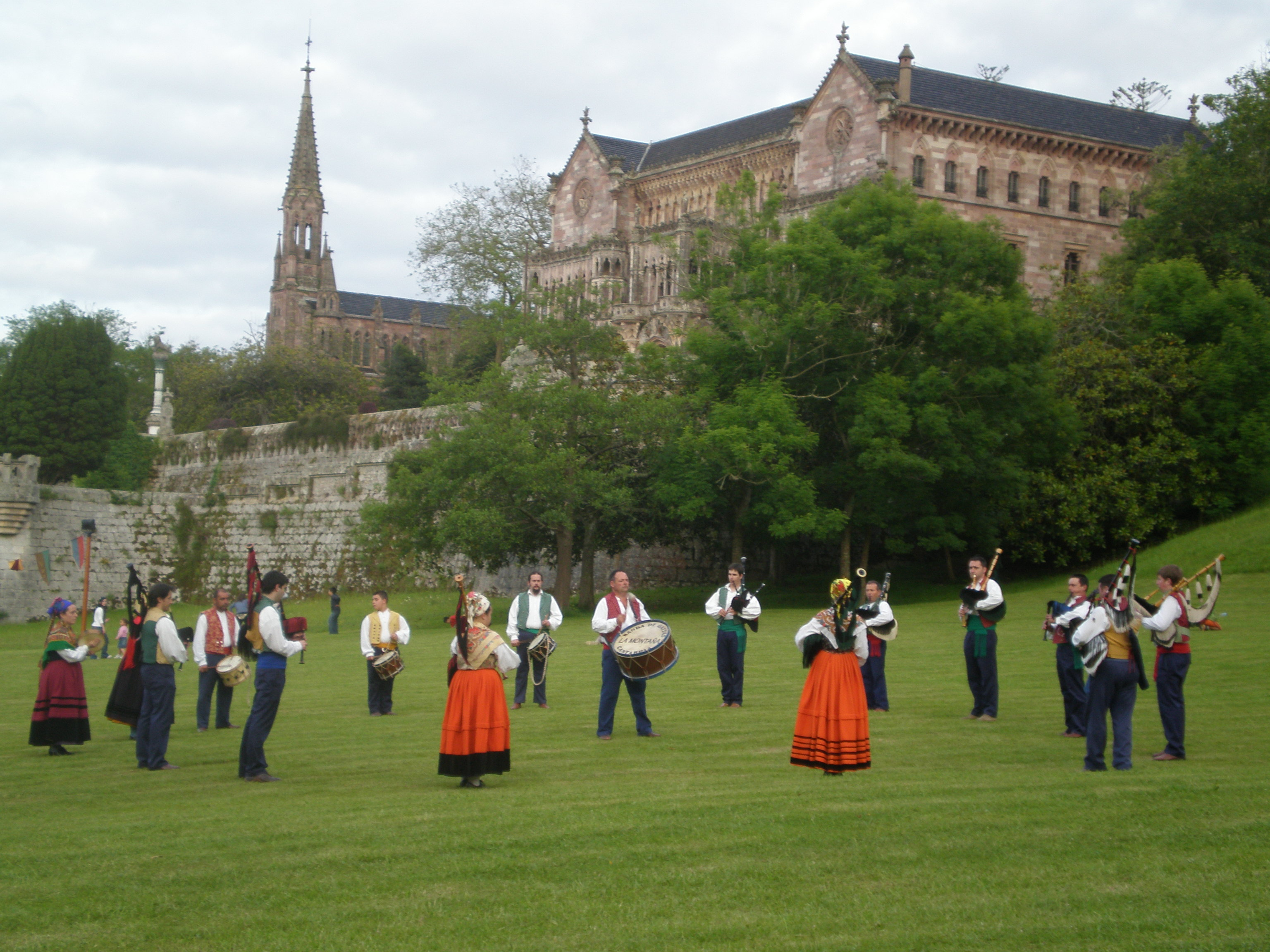
Banda de gaitas en Comillas, Cantabria.

La gaita asturiana consta de cuatro partes principales cuyo número y disposición pueden variar:
- El Soplete, que es un tubo por el cual el intérprete introduce el aire y que posee una válvula unidireccional para evitar el retorno del mismo al hacer presión sobre el fuelle.
- El punteru es un tubo melódico aproximadamente cónico que funciona con una lengüeta doble llamada payuela o paḥuela.
- El roncón, que es un tubo bordón afinado dos octavas por debajo de la tónica del punteru. Está formado a su vez por tres partes, que se ensamblan: la prima, la tercia y la copa. La vibración la produce una lengüeta simple sobre un pequeño tubo, originalmente de caña y en la actualidad de fibras sintéticas y en ocasiones una lengüeta metálica conocida como payón.
- El fuelle, ḥuelle o juelle, que es una bolsa encargada de guardar el aire. Originalmente se fabricaban con la piel de un cabrito pero en la actualidad se tiende a la utilización de materiales sintéticos, como el Canmore y el Goretex, con el fin de favorecer la transpiración y disminuir los perjudiciales efectos de la humedad sobre la madera del instrumento.

## Diferencias con otras gaitas
La gaita asturiana es de mayor tamaño que la gaita gallega para la misma tonalidad, es decir, sus tubos son de mayores dimensiones. La lengüeta del puntero (payuela) es de menor tamaño que la palleta gallega. Respecto a la gallega, como la frecuencia de partida de la misma es más alta, unido a la diferente distribución de los orificios digitables en el punteru, la extensión sube más fácilmente hasta la 4.ª de la segunda octava tan sólo con incrementar la presión del aire apretando con más fuerza el fuelle con el brazo (requintar).

## Historia y evolución
Tradicionalmente sólo constaba de dos tubos sonoros llamados: el punteru y el roncón   , como en Galicia. La afinación tradicional de la tónica del punteru es en do 5, una octava por encima del do central del piano.
Tradicionalmente las gaitas asturianas se afinaban en un tono intermedio entre do y do sostenido, llamado "do brillante", pero no faltaban ejemplares en re y si natural, empleados para poder acompañar a los cantantes de tonada. Era frecuente, así mismo ver punteros infantiles afinados por encima del re.
El roncón se afina respecto a la tónica del puntero, pero dos octavas por debajo (en el caso tradicional, do 2). Sin embargo, hoy en día es asimismo frecuente verlas con un roncón tenor, llamado ronquín, afinado en la octava intermedia, como la ronqueta gallega. Incluso existen modelos con un tercer roncón, llamado glayón, afinado en la dominante, más agudo que el ronquín.
Actualmente, la gaita asturiana ha conocido una gran diversificación en lo que a afinaciones y construcción se refiere. Así, la gama tonal fabricada es en la 4, si bemol 4, si 4, do 5, do sostenido 5, re 5 y mi bemol 5. También es apreciable el hecho de que se ha logrado aumentar la tesitura del instrumento hasta alcanzar en algunos casos la tónica de la 3.ª octava. Así mismo, las notas cromática se han estabilizado, pasando de punteros diatónicos a punteros casi cromáticos, en los que comienza a ser frecuente la construcción de agujeros auxiliares para evitar las notas hechas con medios dedos. Es de señalar también que en algunos ejemplares se construyeron llaves para lograr tal fin.
Hoy en día, para grupos pequeños, parejas gaita-tambor y acompañamiento de baile así como para solistas y competiciones de estos, se utiliza normalmente la tradicional gaita en tonalidad de do de un solo roncón. Por otra parte, entre la modernas bandas de gaitas, predomina la tonalidad de si bemol y dos o incluso tres roncones, que dan una mayor cantidad de armónicos a la nota tónica creando un sonido más envolvente.

### Por comunidades
Las gaitas usadas en Cantabria procedían en el siglo XX principalmente de Asturias e incluso de Galicia. En el siglo XXI la formación de bandas y la extensión de la gaita hacia el oriente cántabro dieron lugar también a una mayor demanda y producción local. El repertorio en las comunidades cántabra y asturiana son diferentes, aunque existen algunas melodías comunes.
Tanto el repertorio como las técnicas de interpretación en Galicia y el Principado de Asturias son similares.
En León se da una posición ecléctica, porque aunque existen canciones comunes a Asturias y Cantabria, la forma de tocar coincide algunas veces con la de los gaiteros cántabros y otras con la de los asturianos y gallegos. Esas gaitas también tienen su origen histórico en Asturias.

### La gaita en Cantabria

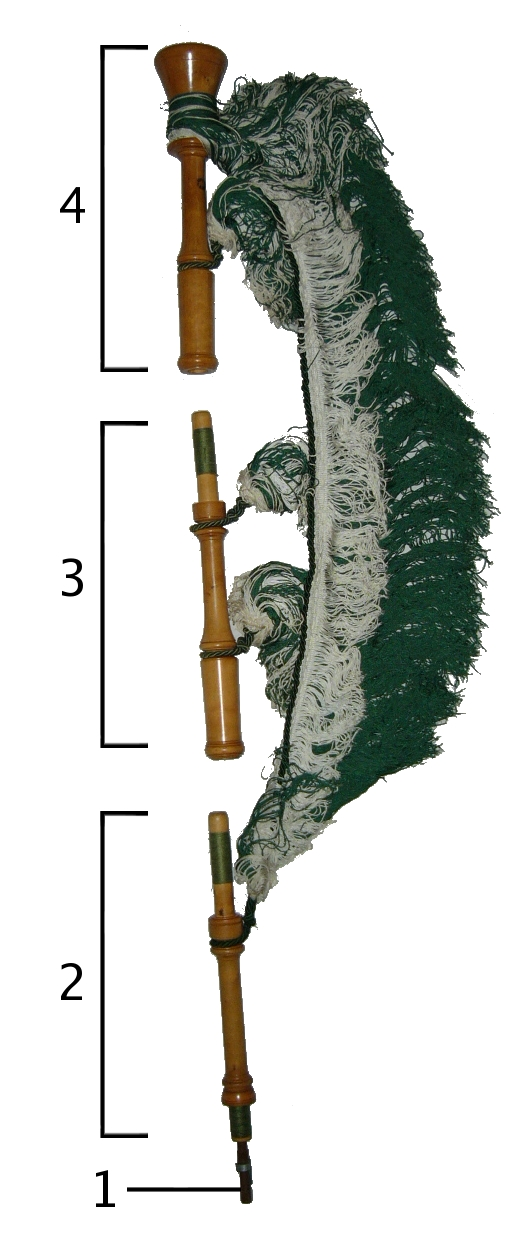
Roncón de una gaita asturiana
1) Payón
2) Prima
3) Tercia
4) Copa

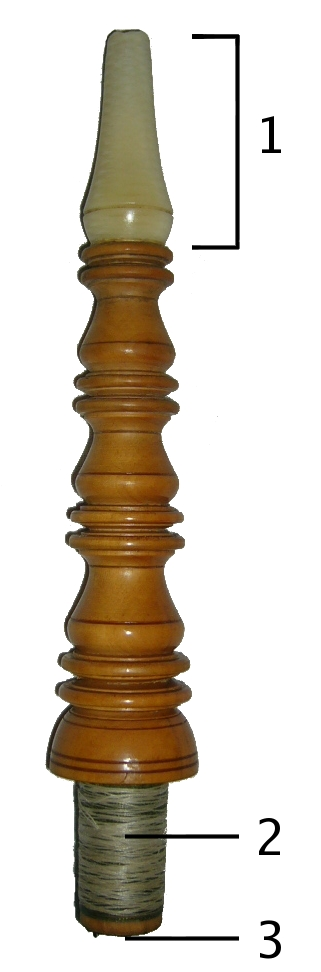
Soplete de una gaita asturiana.
1) Boquilla
2) Espigo
3) Lengüeta

El modelo de gaita llamada asturiana se ha tocado históricamente en Asturias, el norte de León y el extremo occidental de Cantabria extendiéndose desde hace algunos años hacia el centro y oriente cántabros, sin existir variación morfológica alguna.
Existe de hecho tradición gaitera registrada desde el siglo XIX, documentándose la existencia de gaiteros en Cantabria se desde inicios de esta centuria. En la mitad occidental cántabra han existido relevantes gaiteros en municipios como Potes, Camaleño, Castro-Cillorigo, Vega y Cabezón de Liébana, Valdáliga, Val de San Vicente y Herrerías. El desplazamiento que la gaita sufrió durante el siglo XX en favor del pitu montañés y el inicio tardío del movimiento de recuperación del folclore respecto a otras regiones cantábricas supuso un gran obstáculo en la revitalización de la gaita en Cantabria, donde ya se había empezado a ver como un instrumento alóctono. En la actualidad, y al igual que en el resto de regiones por las que se extiende la gaita asturiana, el número de gaiteros es mayor que nunca y por primera vez se han formado bandas de gaitas.

## Algunos gaiteros históricos de renombre
En la historia ha habido numerosos gaiteros asturianos destacables:
- Ramón García Tuero, el Gaiteru Lliberdón (1864-1932), autor de la primera grabación registrada de gaita asturiana[7]
- José Remis Vega, Gaiteru de Margolles (1880-1963)
- Jose Llano Díaz, Llanín el de la Borbolla (1902-1984)
- José Remis Ovalle (1910-1987), hijo de José Remis Vega
- Dionisio de la Riela (1901-1980)
- Jose Francisco Galán Trespalacios,[8] El Gaiteru de Llonin (1917-2000), reconocido gaitero del oriente asturiano.
- José Antonio García Suárez, el Gaiteru Veriña (1928-2006)
- José García Tejón, Fariñas (1918-1990)
- Ignacio Noriega, el gaitero de San Roque del Acebal (1924-2009).
- Silvino Fernández Fueyo (1935-2005)
- José Manuel Tejedor, ganador del trofeo MacAllan-MacCrimmo en 3 ocasiones: 1990, 1993 y 1997
- José Ángel Hevia, gaitero de fama internacional que ha vendido millones de copias de sus discos.
- Vicente Prado, El Pravianu, artesano y gaitero de gran renombre dentro y fuera de Asturias.
- Flavio R. Benito, maestro gaitero, fue intérprete en Llan de Cubel y Dixebra, además de director de La Raitana. Autor de importantes publicaciones como el método de gaita Cien Melodías y la adaptación de cancionero de Torner para Gaita Asturiana.
- Xuacu Amieva, primer gaitero ganador del Trofeo Macallan en 1986 y maestro de maestros.
- Jorge Areces, Ganador del trofeo McCallan, director de las Bandas de Gaitas, Villa de Mieres y Soto Rei Primer gaitero Asturiano en colaborar con figuras del Pop/Rock nacional, como Luz Casal Profesor de la Escuela de Musica de Mieres.
- Alberto Fernandez Varillas, Ganador del Trofeo McCallan, Maestro Gaitero y afamado Artesano.
- Ricardo Soberado Hoyos, fue director de la Banda Gaites Xacara entre los años 1999 y 2017, coautor del libro "Iniciación a la Gaita Asturiana[9]" y tiene una extensa relación con la gaita. Desde octubre de 2004 trabaja como maestro de gaita en la Escuela de Música Tradicional "Manolo Quiros" del Ayuntamiento de Oviedo.[10]